# Anekdote zur Senkung der Arbeitsmoral
Die Anekdote zur Senkung der Arbeitsmoral ist eine Anekdote des deutschen Schriftstellers Heinrich Böll. Sie handelt von einem Touristen, der im Gespräch mit einem Fischer begreift, dass man auch ohne große Karriere glücklich sein kann. Böll schrieb sie für eine Sendung des Norddeutschen Rundfunks zum Tag der Arbeit am 1. Mai 1963. Die Erzählung wurde in den 1970er und 1980er Jahren an vielen bundesdeutschen Schulen zur Pflichtlektüre und gilt als Klassiker der Zivilisationskritik.

## Inhaltsangabe
Ein Tourist weckt in einem Hafen an der Küste Westeuropas einen in seinem Boot schlafenden, ärmlich gekleideten Fischer, als er Fotos von ihm macht. Der Urlauber ist sehr zuvorkommend, befragt ihn zu seinen heutigen Fängen und erfährt, dass er trotz der hervorragenden Bedingungen nicht noch einmal ausfahren möchte, da er mit seiner Ausbeute bereits zufrieden ist.
Der Tourist begreift nicht, wieso der Fischer die Häufigkeit seiner Fahrten nicht erhöhen möchte, um finanziell aufzusteigen und langfristig ein erfolgreiches Fischfangunternehmen aufzubauen.
Am Höhepunkt seiner Karriere angekommen, könne er sich dann zur Ruhe setzen und im Hafen dösen. Der Fischer erwidert, dass er das auch jetzt schon könne und weitere Anstrengungen nicht notwendig seien. Dem Touristen wird bewusst, dass man auch trotz geringen Verdienstes glücklich sein kann, und er verspürt Neid auf die Zufriedenheit des Fischers.

## Interpretation
Mitten im deutschen Wirtschaftsboom, dazu noch zum Tag der Arbeit, provoziert Böll seine Leser durch Infragestellung ihrer neu eroberten Werte und ihres frisch errungenen Selbstbewusstseins. Der Tourist verkörpert zu Anfang der Erzählung den Idealtyp der Zeit: Erfolg ermöglicht ihm Bildung und Reisen, ein gönnerhaftes Auftreten. Dass er im Ausland Urlaub machen kann, erscheint ihm als selbst erzieltes Resultat erfolgreichen wirtschaftlichen Handelns, zu dem die sorglose „Faulenzerei“ des Fischers einen Kontrast bildet, der den Touristen von Anfang an irritiert. Die Erzählung stellt den ärmlich gekleideten Fischer in einen Gegensatz zu dem schicken Touristen. Aber obwohl der Reisende im Sinne des Wirtschaftswunders zunächst die Gewinnerperspektive einzunehmen scheint (er ist der Aktive und dadurch Dominante), wirkt er von Anfang an nervös und unsicher gegenüber seinem äußerlich ärmlichen Gesprächspartner.
Es sind verschiedene Werte der Wirtschaftswunderzeit, die ins Visier der böllschen Ironie geraten, nicht nur der Materialismus, vor allem auch die hektische Betriebsamkeit, die sich Ruhe nur dann gönnt, wenn sie durch ein arbeitserfülltes Leben als gerechtfertigt erscheint.

## Textgattung
Bölls Text entspricht nicht dem klassischen Typus einer historischen Anekdote, in der eine kurze und prägnant geschilderte Begebenheit einen typischen Charakterzug einer bekannten Persönlichkeit zum Vorschein bringt. In der modernen Literaturwissenschaft wird die Gattung allerdings weiter gefasst, etwa in der Definition von Max Dalitzsch (1922), nach der „durch individuelle Züge des Handelns und Sprechens die Charakteristik einer Persönlichkeit oder Kennzeichnung einer gemeinsamen, womöglich allgemein-menschlichen Eigenschaft einer Gruppe von Menschen geboten wird.“ Hierzu muss die Geschichte nicht auf eine historische Begebenheit zurückgehen, sondern lediglich den Anspruch erheben, „für historisch genommen zu werden“. In diesem Sinne lässt sich die Anekdote zur Senkung der Arbeitsmoral für Klaus Zobel tatsächlich „noch als Anekdote bezeichnen“. 
Elemente wie etwa die typisierende Figurenzeichnung passen hingegen eher zum Schwank, der Stil erinnert an Satire. Auch der Gebrauch der Tempora ist ungewöhnlich: Sowohl die beschreibende Einleitung als auch der Hauptteil des Textes stehen im Präsens. Erst der belehrende Schlusssatz – den man üblicherweise im Präsens erwarten würde – wechselt in Präteritum und Plusquamperfekt. Insgesamt stellt Zobel in Frage, ob es sich bei Bölls Text überhaupt um eine Erzählung handelt. Vielmehr wirkt der Dialog für ihn wie ein Entwurf zu einer Theaterszene, der durch kommentierende Regieanweisungen begleitet wird.

## Stellung in Bölls Werk
Heinrich Böll bediente sich in seinem Werk oft des Mittels der Satire, einer Übertreibung der Realität, um diese zu kritisieren, oder wie Bernd Balzer schreibt einer „Verzerrung bis zur Kenntlichkeit“. In den 1950er Jahren entstanden so etwa Die schwarzen Schafe (1951), Nicht nur zur Weihnachtszeit (1952) oder Doktor Murkes gesammeltes Schweigen (1955). In den 1960er Jahren wandelte Böll unter einer wachsenden Skepsis bezüglich der Veränderbarkeit der Welt seine satirischen Formen.
Die Anekdote zur Senkung der Arbeitsmoral bildet eine Antithese zum Wirtschaftswachstum der Zeit, dem Arbeitseifer und Glauben an ungebremstes Konjunkturwachstum. Sie steht damit im Kontext der Kurzgeschichten Es wird etwas geschehen und Der Bahnhof von Zimpren (beide 1958). Die Propagierung einer „Senkung der Arbeitsmoral“ weist bereits voraus auf das „Prinzip Leistungsverweigerung“ aus dem Roman Gruppenbild mit Dame (1971). Der satirische Einfall der Anekdote stammt jedoch nicht von Böll selbst, sondern er griff hier einen Anfang der 1960er Jahre kursierenden anekdotischen Witz auf.

## Adaptionen
Unter dem Titel Der kluge Fischer veröffentlichte der Carl Hanser Verlag im Jahr 2014 eine Umsetzung der Erzählung als Bilderbuch. Die Illustrationen stammen vom französischen Zeichner Émile Bravo. Das Buch wurde im Jahr 2017 als Junges Buch für die Stadt in Köln und der Region ausgewählt. Mirijam Steinhauser urteilte in KinderundJugendmedien.de, es sei „ein gelungenes und überraschendes Bilderbuch, das Erwachsene und Kinder erfreuen und zum Nachdenken anregen dürfte“ über Fragen zu Lebensplanung, materiellem Reichtum und Entscheidungsfreiheit, „die heute genauso aktuell sind wie vor fünfzig Jahren.“

## Veröffentlichungen
- Erstdruck: Welt der Arbeit (ehem. Wochenzeitung des DGB) vom 22. November 1963
- Heinrich Böll, Anekdote zur Senkung der Arbeitsmoral. In: Robert C. Conrad (Hg.): Heinrich Böll. Kölner Ausgabe. Bd. 12. 1959–1963, Köln 2008